# Procraerus stepanovi
Procraerus stepanovi là một loài bọ cánh cứng trong họ Elateridae. Loài này được Khnzoryan miêu tả khoa học năm 1962.